# Ust´-Biełaja
Ust´-Biełaja (ros. Усть-Белая) – wieś w Rosji, w Czukockim Okręgu Autonomicznym, w rejonie anadyrskim. W 2010 liczyła 856 mieszkańców.